# Eulepidotis norduca
Eulepidotis norduca là một loài bướm đêm trong họ Noctuidae.